# Evolva
Evolva – komputerowa gra akcji wyprodukowana przez Computer Artworks i wydana w 2000 roku przez Interplay Entertainment. Rozgrywka prezentowana jest w widoku TPP i polega na kierowaniu grupą tzw. łowców genów (ang. genohunters), zdobywaniu nowych próbek biologicznych oraz oczyszczanie planety, na której gra się toczy, z wrogich graczowi stworzeń – pasożytów.
Gra oferuje 12 różnorodnych misji, w których gracz uczestniczy razem z drużyną składającą się z 4 łowców genów. Każdy z nich ma inne naturalne predyspozycje. Umiejętności, które nabywa poprzez wchłanianie genów innych stworzeń, dzielą się na umiejętności bojowe (np. szpony, wyrzutnia pocisków, miotacz ognia) lub atrybuty (np. tarcza ochronna, szybszy bieg, wyższy skok, niewidzialność). Głównym celem gracza jest pokonanie pasożyta i przejęcie kontroli nad planetą.